# Estación Travesía
Travesía es una estación ferroviaria ubicada en el paraje rural del mismo nombre, Departamento General Pedernera, Provincia de San Luis, República Argentina.

## Servicios
No presta servicios de pasajeros. Por sus vías corren trenes de carga de la empresa estatal Trenes Argentinos Cargas.

## Historia
En el año 1910 fue inaugurada la Estación, por parte del Ferrocarril Buenos Aires al Pacífico, en el ramal de Justo Daract a La Paz.
Hasta 2018, era un punto de cruce, pero debido a la alta demanda del servicio de transporte de cargas, la empresa Trenes Argentinos Cargas realizó obras para dotarla para el ingreso de vagones y una fosa de descarga. Así, subió de categoría y es un punto de carga (principalmente de cereales), con rumbo a los puertos del Gran Rosario.